# Voerså
Voerså ist eine dänische Ortschaft mit 520 Einwohnern (Stand 1. Januar 2023) im Norden Dänemarks. Die Ortschaft liegt im Kirchspiel Albæk (Albæk Sogn), das bis 1970 zur Harde Dronninglund Herred im damaligen Hjørring Amt gehörte. Mit der Auflösung der Hardenstruktur wurde das Kirchspiel in die Kommune Sæby im neugegründeten Amt Nordjütland aufgenommen, die Kommune wiederum ging mit der Kommunalreform zum 1. Januar 2007 mit anderen Kommunen in der erweiterten Kommune Frederikshavn auf, die zur Region Nordjylland gehört.
Voerså liegt circa zehn Kilometer südöstlich von Dybvad und etwa 13 Kilometer südlich von Sæby.